# Carlos López Vega
Carlos Enrique López Vega (Antofagasta, 7 de agosto de 1975) es un político regional y empresario chileno de la Región de Antofagasta.   
Ha desempeñado diversos cargos públicos, entre ellos concejal (periodo 2000-2003) y alcalde de la comuna de Sierra Gorda (periodo 2003-2008), Consejero Regional (CORE) por la Región de Antofagasta (2009-2012), asesor del Intendente de la región de Antofagasta Edgar Blanco (2020-2021), jefe de gabinete de Rodrigo Saavedra (2021) y asesor del primer delegado presidencial de Antofagasta, Daniel Agusto, durante los años 2020-2021. Actualmente, Carlos López no milita en ningún partido político. Sin embargo, se considera de centro derecha.   

## Biografía

### Familia y Estudios
Carlos López es hijo de Carlos Guillermos López Navea y Freddy María Vega Fernández. Cursó su educación básica en la Escuela E-97 La Bandera en Antofagasta. Continuó sus estudios en el Instituto Superior de Comercio de Antofagasta, donde cursó desde primero hasta tercero medio en la especialidad de venta y publicidad. Mientras que su cuarto año de enseñanza media lo realizó en el Instituto ESANE del Norte.
Desde 1995 a 1997, Carlos López estudió Ingeniería en Administración de Empresas en Inacap (Instituto Nacional de Capacitación Profesional), sin embargo, no pudo concluir esta carrera. Posteriormente, en 1999, comenzó sus estudios en Administración de Empresas mención Recursos Humanos en la Universidad de Antofagasta, donde se retiró de sus estudios por motivos personales. El año 2000, López ingresó a estudiar Pedagogía en Historia en la Universidad José Santos Ossa hasta comienzos del 2002, estudios que dejó inconcluso. Finalmente, en 2003 comenzó sus estudios en Derecho en la Universidad Central de Chile, donde abandonó la carrera en su tercer año por motivos personales.

## Carrera Política

#### Inicios
En cuanto a su carrera política, López Vega se inició en el Movimiento Independiente Alessandrista (MIA) cuando Arturo Alessandri Besa se postuló al Senado de Chile en 1989. Desde joven, López destacó por su participación activa en agrupaciones políticas ligadas a la Centroderecha chilena, apoyando por primera vez a sus 16 años al candidato a concejal Hernán Castillo Vicencio militante del Partido Unión Demócrata Independiente (UDI).
Tras ello, López comenzó a vincularse estrechamente con Renovación Nacional (RN) y sus políticos más destacados en el ámbito regional. Uno de ellos fue Sergio de los Ríos Matthews (RN), quien fue su mentor político y con quien trabajó hasta su mayoría de edad.

#### Concejal por Sierra Gorda
El año 2000, Carlos López Vega empató las elecciones con el candidato Eduardo Ahumada, ambos de la misma lista por Renovación Nacional (RN), por solo 107 votos. Tras ganar el primer sorteo a nivel nacional desde la vuelta a la democracia en Chile, el Tribunal Electoral Regional (TER) confirmó a Carlos López como el nuevo concejal de la comuna de Sierra Gorda.
Durante su periodo como concejal, Carlos López se destacó por su interés en el bienestar de los habitantes de la comuna y en impulsar la integración de Sierra Gorda al sistema de energía continua. El año 2003, el Concejo Municipal de Sierra Gorda decidió destituir a la alcaldesa Matilde Assante Silva por irregularidades administrativas, y el 23 de diciembre de ese mismo año, Carlos López Vega fue nombrado alcalde para terminar el mandato.

### Alcalde de Sierra Gorda
El 31 de octubre de 2004, en el marco de las elecciones municipales de Chile de 2004, Carlos López Vega fue elegido como alcalde de Sierra Gorda con el 30,07% de los votos, derrotando a los candidatos José Guerrero Venegas y Jorge Poblete Espinoza. El 6 de diciembre de 2004, López asumió como alcalde, destacándose la construcción de la Posta de Salud Rural (PSR) y de la población en Estación Baquedano, así como la edificación de la cancha de pasto natural en la localidad de Baquedano y la de pasto sintético en la comuna de Sierra Gorda.
Durante su mandato, la Municipalidad de Sierra Gorda pavimentó todas las calles de la comuna, aunque fracasó el proyecto de remodelación de la avenida principal de la localidad de Baquedano. Además, Carlos López desarrolló diferentes actividades sociales y turísticas, entre las que destacó el Festival del Desierto Iluminado, que congregó a más de 100 mil personas y trajo a los artistas Marco Antonio Solís y Miguel Bosé a la comuna pampina. Esta actividad turística se convirtió en un hito no solo para la comuna, sino también para la Región de Antofagasta, ya que impulsó su dinamismo económico. 
Asimismo, Carlos López se destacó por su gestión y realización de la Copa Davis en Chile que se realizó en la ciudad de Antofagasta.
Para las elecciones municipales de Chile de 2008, López buscó la reelección al cargo de alcalde, donde resultó reelecto. Sin embargo, los distintos candidatos acusaron "acarreo" en las elecciones después del aumento de 2.570 personas en el padrón electoral. Finalmente, el Servicio Electoral de Chile (Servel) decidió anular la votación para repetirla, tras ello Carlos López perdió la elección por 9 votos. 

#### Consejero Regional por la Región de Antofagasta
Luego de su paso por la alcaldía de Sierra Gorda, Carlos López Vega fue elegido para ser parte de Consejo Regional de Chile en Antofagasta en 2009. En su rol como Consejero Regional, López destacó por dar su apoyo a los proyectos de infraestructura de la región de Antofagasta, especialmente la construcción del primer tramo de la doble carretera.
Finalmente, López Vega renunció el 2011 para postular el siguiente año a las elecciones municipales de Chile de 2012 para la alcaldía de Antofagasta, donde Karen Rojo (alcandesa que en 2020 fue suspendida de su cargo, por fraude al fisco y estar involucrada en el Caso Main) fue elegida como alcaldesa para los próximos cuatro años.

#### Asesor y Jefe de Gabinete de la Intendencia Regional de Antofagasta
Inicialmente, Carlos López Vega ingresó a la Intendencia Regional de Antofagasta en el año 2020 como asesor político del intendente Edgar Blanco, cargo que finalizó enero de 2021. Durante la crisis sanitaria del COVID-19, López se encargó de todas las materias políticas y sociales. Posteriormente, en febrero de 2021, asumió el cargo de Jefe de Gabinete del Intendente Rodrigo Saavedra hasta julio de 2021, donde se ocupó de la transición del cargo de Intendente a la nueva autoridad de Gobernador Regional y Delegado Presidencial en la Región de Antofagasta.
Una de sus últimas postulaciones a cargos públicos fue en 2017, cuando se postuló para ser diputado por la Región de Antofagasta, votación en la que no resultó electo.

## Controversias

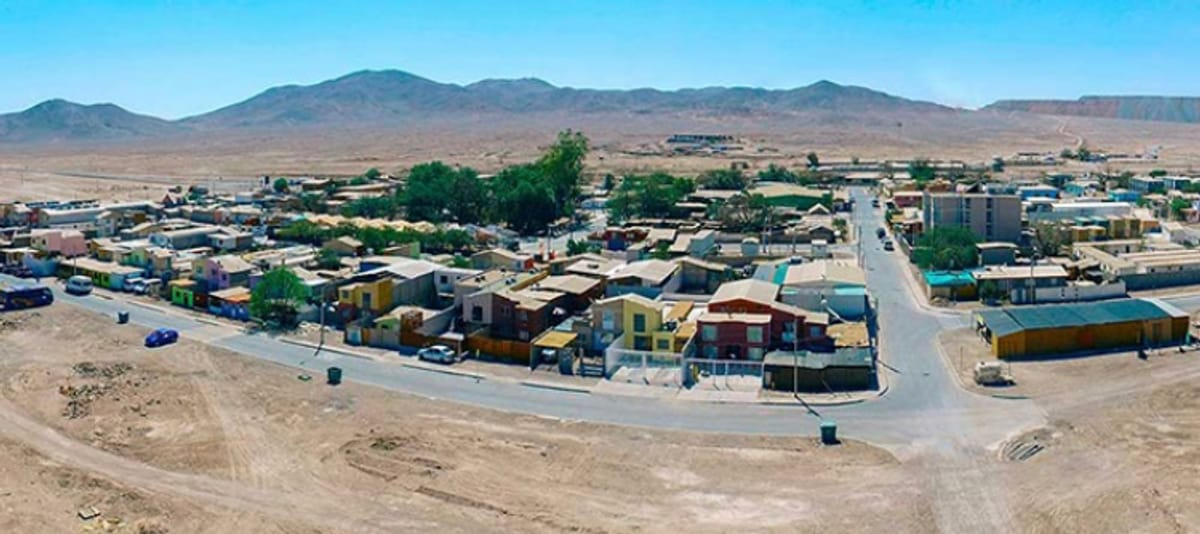
Comuna de Sierra Gorda, Región de Antofagasta.

Durante las elecciones municipales de Chile de 2008 en Sierra Gorda distintos candidatos a la alcaldía acusaron "acarreo" por el aumento del padrón electoral en la comuna, lo que llevó al Tribunal Electoral Regional (TER) a anular dicha votación donde se anunciaba la victoria de López. Posteriormente, las elecciones se repitieron, pero otra acusación de acarreo enfrascó el nuevo resultado. 
En 2008, Carlos López Vega irrumpió en el set de grabación de la franquicia de James Bond, Quantum of Solace, mientras se filmaba la película. Según sus declaraciones a la prensa, lo hizo porque el corte de tránsito de la carretera que atraviesa el pueblo afectaba la libertad de circulación de los pobladores de Baquedano.
El 18 de diciembre de 2009, Carlos López Vega fue querellado por los delitos de fraude al fisco y desacato, pero resultó sin cargos. 
En 2016, la Corte de Apelaciones de Antofagasta ordenó a Carlos López Vega pagar indemnizaciones por la demanda colectiva ocasionada por el concierto "Gigante2", que trajo a los artistas Marc Anthony y Chayanne, debido a que múltiples personas no pudieron ingresar al concierto, sufrieron molestias o no se les respetó su ubicación durante el evento.

## Actualidad

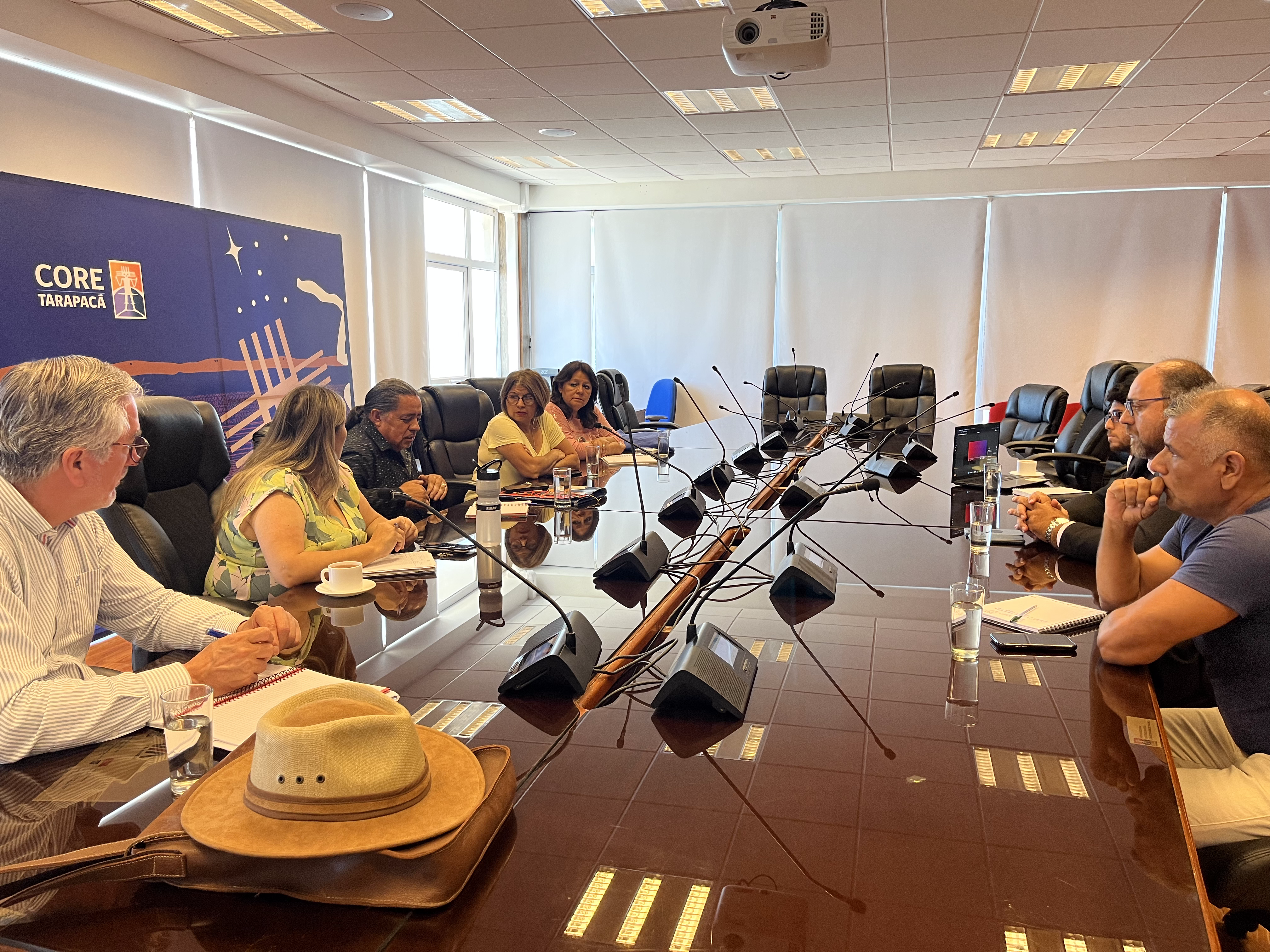
Reunión con juntas de vecinos en sala del Consejo Municipal de la Región de Tarapacá junto a Fundación Chile Plural.

A partir del año 2019, Carlos López Vega se dedica al campo de la consultoría y asesoría a empresas en Chile y en el extranjero a través de su empresa CLV Consultora, ubicada en Antofagasta, Chile. En esta nueva etapa, ha participado en la publicación del primer libro de la periodista chilena Savka Pollak, titulado "Encuarentenadas: Ni el Covid nos quita lo calientes", y en el nuevo libro del exsenador Carlos Cantero, titulado "Chile: crónicas de un fracaso anunciado".
Además, López se involucra en el desarrollo de proyectos sociales como “Mujer, Fuerte y Segura”, “Monitoreo ágil, diabetes controlada” y “Vecino Seguro”, a través de la Fundación Chile Plural, espacio donde contribuye al sistema democrático chileno.

## Fundación Chile Plural

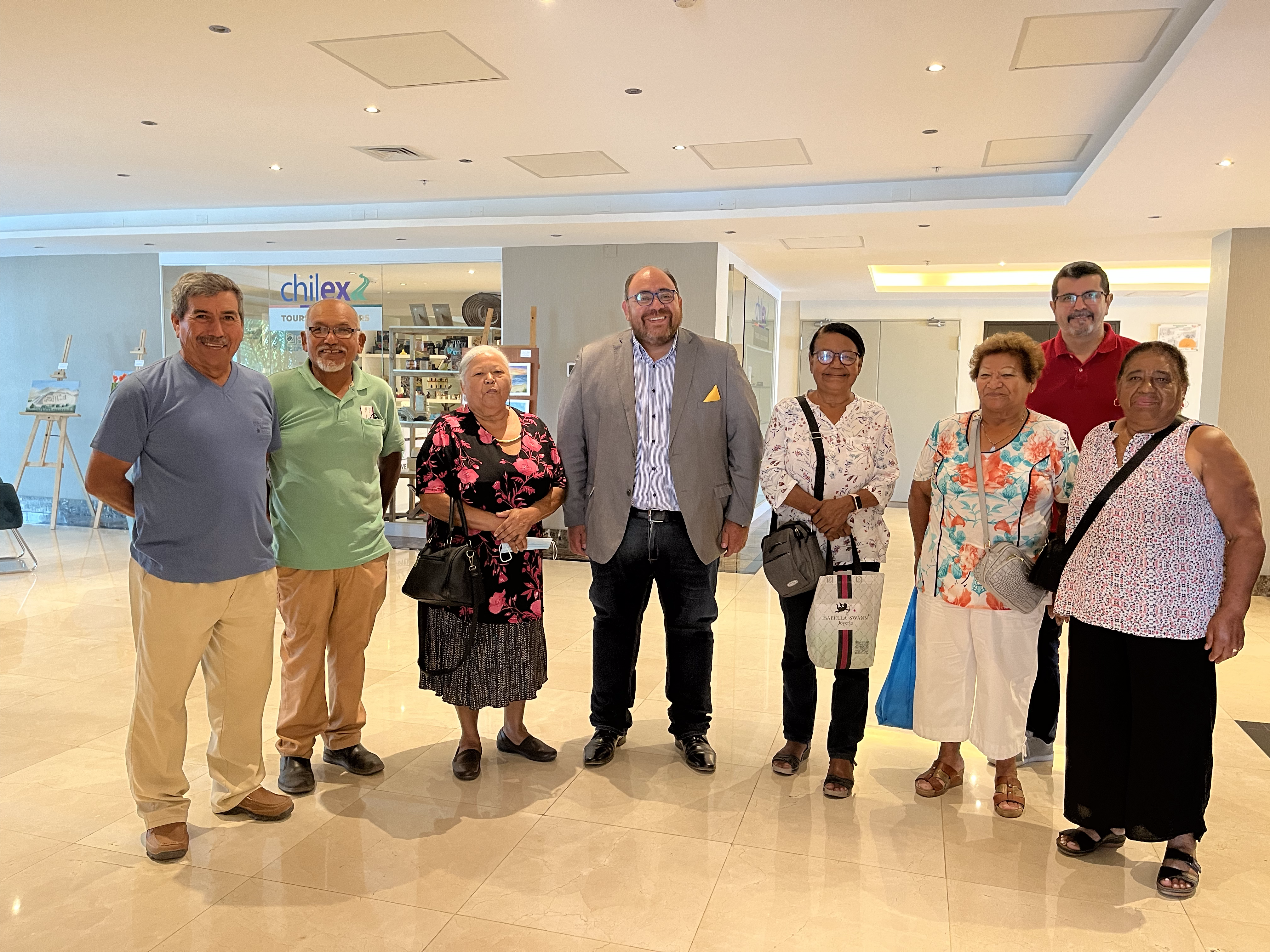
Carlos López representando a la Fundación Chile Plural en una reuníón de coordinación junto al club de adulto mayor "Pago de Gómez".

Carlos López es el presidente y creador de Fundación Chile Plural, una organización sin fines de lucro que tiene como objetivo contribuir a la sociedad chilena a través de proyectos e intervenciones de impacto social, cultural, recreacional, comunicacional y de protección al medio ambiente. 
Fundada en 2022, Chile Plural se ha desplegado a lo largo de Chile, contribuyendo a la comunidad en diversos ámbitos, por ejemplo, a través de la participación en FILZIC: Feria Internacional del Libro ZICOSUR de Antofagasta con el lanzamiento de “Encuarentenadas: ni el Covid nos quita lo caliente” de la periodista Savka Pollak, y “Chile: crónicas de un fracaso anunciado” del exsenador Carlos Cantero.
Fundación Chile Plural, también ha contribuido en el fortalecimiento del Centro de Padres y Apoderados de la Escuela Alemania de Paine y generando distintas donaciones que se han realizado a la Asociación Mujeres Hilando Sueños de Arica y las agrupaciones de Cruz de Mayo proveniente del Valle de Azapa, región de Arica y Parinacota, para el desarrollo de sus actividades.

## Historial Electoral

### Elecciones Municipales de 2000[16]
- Elecciones municipales de Chile de 2000 para el Concejo Municipal de Sierra Gorda.

| Candidato                 | Partido Político                | Votos | %      | Resultado |
| Carlos Enrique López Vega | 'Renovación Nacional (RN)'      | 107   | 7,66%  | Electo    |
| José Guerrero Venegas     | Partido Socialista (PS)         | 153   | 10,95% | Electo    |
| Jorge Morbarch Ahumada    | Partido Por la Democracia (PPD) | 115   | 8,23%  | Electo    |
| Victor Moreno Olmos       | Independiente (IND)             | 343   | 24,55% | Electo    |
| Rosalía Ramirez Arqueros  | Partido Comunista (PC)          | 26    | 1,86%  | Electa    |
| Nelson Serrano Espinoza   | Independiente (IND)             | 20    | 1,43%  | No electo |
| Eduardo Ahumada Mandiola  | Renovación Nacional (RN)        | 107   | 7,66%  | No electo |
| Oriana Valencia Inostroza | Independiente (IND)             | 17    | 1,22%  | No electa |
| Oscar Marin Melendez      | Independiente (IND)             | 34    | 2,43%  | No electo |
| Mario Encina Fuentealba   | Independiente (IND)             | 113   | 8,09%  | No electo |
| Jorge Poblete Espinoza    | Partido Por la Democracia (PPD) | 59    | 4,22%  | No electo |
| Jorge Pérez León          | Partido Radical (PR)            | 72    | 5,15%  | No electo |

### Elecciones Municipales de 2004[17]
- Elecciones municipales de Chile de 2004 para la alcaldía de la Comuna de Sierra Gorda.

| Candidato              | Partido Político           | Votos | %      | Resultado |
| Carlos López Vega      | 'Renovación Nacional (RN)' | 813   | 30,07% | Alcalde   |
| José Guerrero Venegas  | Partido Socialista (PS)    | 603   | 22,30% | No electo |
| Jorge Pérez León       | Independiente (IND)        | 149   | 5,51%  | No electo |
| Víctor Moreno Olmos    | Independiente (IND)        | 422   | 15,16% | No electo |
| Sara Mercado Oliva     | Independiente (IND)        | 93    | 3,44%  | No electo |
| Jorge Poblete Espinoza | Independiente (IND)        | 624   | 23,08% | No electo |

### Elecciones Municipales de 2012[18]
- Elecciones municipales de Chile de 2012 para la alcaldía de la Región de Antofagasta.

| Candidato                | Partido Político    | Votos  | %      | Resultado |
| Eslayne Portilla Barraza | Independiente (IND) | 9.056  | 12.36% | No electa |
| Marcela Hernando Pérez   | Independiente (IND) | 21.340 | 29.11% | No electa |
| Guillermo Acuña Chave    | Independiente (IND) | 958    | 1.31%  | No electo |
| Robert Araya Alquinta    | Independiente (IND) | 4.147  | 5.66%  | No electo |
| Karen Rojo Venegas       | Independiente (IND) | 35.110 | 47.90% | Alcaldesa |
| Carlos López Vega        | Independiente (IND) | 2.684  | 3.66%  | No electo |